# Kamsholmen, Sibbo
Kamsholmen är en ö i Finland.   Den ligger i kommunen Sibbo i den ekonomiska regionen  Helsingfors  och landskapet Nyland, i den södra delen av landet, 19 km öster om huvudstaden Helsingfors. Arean är 0,32 kvadratkilometer.
Terrängen på Kamsholmen är mycket platt. Öns högsta punkt är 23 meter över havet. Den sträcker sig 0,6 kilometer i nord-sydlig riktning, och 1,1 kilometer i öst-västlig riktning.